# Prvotní nukleosyntéza
Nukleosyntéza (nebo prvotní nukleosyntéza, zkráceně BBN z Big Bang Nucleosynthesis) v kosmologii označuje vznik atomových jader, kromě jader nejlehčího izotopu vodíku, během raných fází vesmíru. Mnoho vědců věří, že nukleosyntéza se odehrála jen krátce po Velkém třesku a že je zodpovědná za vznik těžšího izotopu vodíku známého jako deuterium (H-2 nebo D), izotopů helia 3He a 4He a izotopů lithia 6Li a 7Li. Kromě těchto stabilních jader vznikly i nestabilní, radioaktivní izotopy, zejména tritium (3H), beryllium-7 (7Be) a beryllium-8 (8Be). Tyto nestabilní izotopy se buď rozpadly, nebo splynuly s jinými stabilními jádry.

## Charakteristika
Existují dvě důležité charakteristiky nukleosyntézy:
- Éra začala při teplotách kolem 10 MeV (116 gigakelvinů) a končila při teplotách pod 100 keV (1,16 gigakelvinů).[1] Odpovídající časový interval byl od pár desetin sekundy po 103 sekund.[2] Rychlost ochlazování během této éry se dá vyjádřit rovnicí:

{\displaystyle tT^{2}=0.74(10.75/g_{*})^{2}},
kde t je čas v sekundách, T je teplota v MeV a g* je počet typů částic. (G* se skládá z hodnot 2 pro fotony, 7/2 pro páry elektron-pozitron a 7/4 pro každý typ neutrina. Ve standardním modelu je hodnota g*= 10,75) Tento výraz také ukazuje, jak rozdílný počet neutrin ovlivňuje rychlost ochlazování raného vesmíru.
- Odehrála se všude, v celém pozorovatelném vesmíru.

Klíčovým parametrem, díky kterému se dají vypočítat účinky BBN, je poměr počtu fotonů na počet baryonů. Tento parametr odpovídá teplotě a hustotě raného vesmíru a umožňuje zjistit podmínky, při kterých nastala jaderná fúze. Z toho se dá odvodit množství prvků. I když poměr počtu baryonů a fotonů je pro zjištění množství prvků důležitý, tak přesná hodnota výrazně neovlivní celkový obraz. Bez větších změn v teorii Velkého třesku by výsledkem BBN bylo velké množství 1H (75 %), zhruba 25 % helia-4, 0,01 % deuteria, stopové množství lithia a berylia (řádově 10−10  %) a žádné těžší prvky. Stopy boru se objevily v některých starších hvězdách; z toho pramení otázka, zda nějaký bór nepředpokládaný teorií mohl vzniknout ve Velkém třesku. Tato otázka stále není vyřešena. To, že pozorovaná množství prvků ve vesmíru se shodují s předpoklady teorie, je považováno za silný argument ve prospěch teorie Velkého třesku.
V této oblasti obvykle procenta představují hmotnost, takže 25 % helia-4 znamená, že helium-4 tvoří 25 % hmotnosti, ale jen zhruba 8 % atomů.

## Důležité parametry
Vznik lehkých prvků během BBN závisí na množství parametrů: mezi jinými i na poměru neutronů a protonů a poměr baryonů a fotonů.

### Poměr neutrony-protony
Neutrony mohou reakcí s pozitrony nebo elektronovými neutriny vytvářet protony a jiné částice v některé z těchto reakcí:
{\displaystyle \displaystyle n^{0}+e^{+}\to p^{+}+{\overline {\nu _{e}}}}
{\displaystyle \displaystyle \nu _{e}+n^{0}\to p^{+}+e^{-}}
Tyto reakce probíhaly, dokud je rozpínání neznemožnilo, což nastalo při teplotě zhruba T = 0,7 MeV. Tato teplota se nazývá také teplota vytištění. Poměr neutronů a protonů v té době byl zhruba 1/7. Téměř všechny neutrony, které existovaly po tomto vytištění, vytvořily helium-4. To předpokládá, že helium-4 by mělo tvořit zhruba 25 % hmotnosti, což se shoduje s pozorováními.

### Poměr baryony-fotony
Poměr baryonů a fotonů, η, je hlavním indikátorem výskytu lehkých prvků v raném vesmíru. Baryony (n, p) reagují s lehkými prvky v těchto reakcích:
{\displaystyle \displaystyle (n,p)+{}^{2}H\to ({}^{3}He,{}^{3}H)}
{\displaystyle ({}^{3}He,{}^{3}H)+(n,p)\to {}^{4}He}
Je zřejmé, že helium-4 je konečným produktem reakcí baryonů během BBN, a že výskyt prvotního deuteria nepřímo souvisí s hustotou baryonů. To znamená, že čím je hustota baryonů vyšší, tím více reakcí a tím více deuteria se promění na helium-4. Tento závěr činí z deuteria velmi užitečný nástroj pro měření změn baryonů ve vesmíru.

## Posloupnost
BBN začala pár minut po Velkém třesku, kdy se vesmír ochladil dostatečně na to, aby mohla jádra deuteria přežít srážky s vysokoenergetickými fotony. V tomto období nezáleželo na obsahu temné hmoty, neboť ve vesmíru převažovalo záření a to regulovalo vztah mezi časem a teplotou. Relativní hojnost protonů a neutronů vyplývá z jednoduchých termodynamických argumentů v kombinaci s tím, jak se časem měnila teplota vesmíru. Kombinací termodynamiky a změn způsobených rozpínáním je možné na základě teploty v určitém bodě vypočítat poměr protonů a neutronů. Odpovědí je, že na začátku nukleosyntézy na jeden neutron připadalo zhruba 7 protonů. Tento poměr je na začátku ve prospěch protonů hlavně proto, že ve srovnání s neutrony jsou lehčí a proto vznikaly snadněji. Volné neutrony se rozpadají na protony s poločasem rozpadu zhruba 15 minut. Tento čas je však delší než první tři minuty nukleosyntézy, kdy se kombinací protonů značná část deuteria vytvořila.
Jedním rysem BBN je, že fyzikálním zákonům a konstantám, které řídí chování hmoty při těchto energiích, velmi dobře rozumíme. Proto BBN neobsahuje některé spekulativní nejistoty, které charakterizují rané fáze života vesmíru. Dalším rysem je, že proces nukleosyntézy je dán podmínkami na začátku této fáze vývoje vesmíru, a proto je to, co se dělo předtím, nepodstatné.
Rozpínáním se vesmír ochlazuje. Volné neutrony a protony jsou nestabilnější než jádro hélia a protony a neutrony mají silnou tendenci vytvářet helium-4. Přesto vznik hélia-4 vyžaduje mezikrok v podobě vzniku deuteria. Před začátkem nukleosyntézy byla teplota dost vysoká a mnoho fotonů mělo vyšší energii než je vazebná energie deuteria, proto všechno vzniklé deuterium okamžitě zaniklo. To oddálilo vznik helia-4, dokud se vesmír neochladil dostatečně pro vznik stabilního deuteria (zhruba T = 0,1 MeV). Po tomto následoval náhlý nárůst vzniku prvků. Přesto krátce poté, 20 minut po Velkém třesku, vychladl vesmír pod hranici, umožňující jadernou fúzi a nukleosyntézu. V tomto čase byla množství prvků téměř neměnná a jediné změny byly výsledkem radioaktivního rozpadu některých produktů BBN (např. tritia).

### Historie teorie
Historie nukleosyntézy Velkého třesku začala výpočty Ralpha Alphera a George Gamow v 40. létech 20. století. Publikovali významnou Alpher-Bethe-Gamow studii, která stanovila základy teorie vzniku lehkých prvků v raném vesmíru.
V 70. letech 20. století bylo v této teorii největší záhadou, že hustota baryonů vypočtená pomocí BBN byla mnohem nižší než pozorovaná hmotnost vesmíru, která byla založena na výpočtech rychlosti rozpínání. Řešením tohoto problému je předpoklad existence temné hmoty.

### Těžké prvky
Během nukleosyntézy nevznikly prvky těžší než beryllium kvůli nedostatku stabilních jader s 8 nebo 5 nukleony. Nedostatek větších atomů také omezil množství lithia-7 a berylia-9 vyprodukovaného BBN. Ve hvězdách se tento nedostatek překonává trojitými srážkami jader hélia-4 a jejich fúzí na uhlík. Tento proces je ale velmi pomalý. Přeměna významnějšího množství hélia na uhlík trvá desetitisíce let.

### Helium-4
BBN předpokládá počáteční obsah hélia-4 zhruba 25 %, nezávisle na počátečních podmínkách ve vesmíru. Pokud byl vesmír dostatečně horký na to, aby se protony a neutrony proměňovaly z jednoho na druhý, tak by jejich poměr byl ovlivněn jen jejich relativními hmotnostmi, tedy zhruba 1 neutron na 7 protonů (což umožňovalo rozpad některých neutronů na protony). Jakmile teplota dostatečně klesla, tak se neutrony rychle navázaly na stejný počet protonů a vytvořily první deuterium a následně hélium-4. Jelikož hélium-4 je velmi stabilní a dále se nerozpadá ani jednoduše netvoří těžší jádra, tak při krátkém trvání tohoto období tvoří konec procesu. Při této nízké teplotě každých 16 nukleonů rychle vytvořilo jedno jádro hélia-4 a 12 jader vodíku, výsledkem čehož byl vesmír tvořen zhruba z 8 % atomů hélia, což představuje 25 % hmotnosti.
Ve vesmíru je mnohem více hélia-4, než lze vysvětlit hvězdnou nukleosyntézou a právě to je v souladu s teorií BBN, kterou lze považovat za původce zbylého hélia-4. Lze říci, že toto představuje i důležitý test teorie Velkého třesku. Pokud by pozorované množství bylo mnohem nižší než 25 %, tak by tato teorie měla vážný problém. Během pár let v průběhu 90. let 20. století pozorování naznačovala tuto možnost a astrofyzikové hovořili o krizi BBN, ale další pozorování souhlasily s teorií Velkého třesku.

### Deuterium
Deuterium je v určitém smyslu protiklad helia-4, a to v tom, že helium-4 je velmi stabilní a těžko zničitelné, zatímco deuterium je jen okrajově stabilní a snadno zničitelné. Teploty, čas a hustoty byly dostatečné na to, aby podstatná část deuteria vytvořila helium-4, ale nedostatečné k použití hélia-4 v dalším kroku fúze. Během BBN se kvůli rozpínání nepřeměnilo všechno deuterium na hélium-4, protože vesmír ochladl a hustota se zmenšila, a to ukončilo tento proces krátce předtím, než mohl dále pokračovat. Jedním z důsledků je, že na rozdíl od hélia-4, bylo množství deuteria velmi závislé na počátečních podmínkách. Čím by byl vesmír na počátku hustší, tím více deuteria by se přeměnilo na helium-4 a méně deuteria by zůstalo ve vesmíru.
Nejsou známy žádné procesy po Velkém třesku, které by umožnily vznik většího množství deuteria. Proto se díky pozorování množství deuteria předpokládá, že vesmír není nekonečně starý, což odpovídá teorii Velkého třesku.
V 70. letech 20. století se výzkum soustředil na objevení procesů, které by umožnily vznik deuteria, ale při těchto procesech vznikaly i jiné izotopy než deuterium. I když koncentrace deuteria ve vesmíru odpovídá teorii Velkého třesku, tak je příliš nízká na to, aby odpovídala modelu, že většina vesmíru je tvořena protony a neutrony. Standardním vysvětlením množství deuteria je, že většinu hmotnosti vesmíru netvoří baryony, ale nebaryonová temná hmota.
Je velmi těžké představit si jiný proces než jadernou fúzi, který by vyprodukoval deuterium. Takový proces vyžaduje teplotu dostatečnou pro vznik deuteria, ale nedostatečnou pro vznik hélia-4 a ochlazení tohoto procesu na teplotu neumožňující jaderné procesy za pár minut.
Produkce deuteria štěpením je také složitá. Problém opět představuje nepravděpodobnost vzniku deuteria pomocí jaderných procesů. Při srážkách atomových jader je pravděpodobnější jejich fúze nebo vyzáření volného neutronu nebo alfa částic. V 70. letech bylo jako zdroj deuteria navrženo kosmické záření. Teorie však nedokázala vysvětlit množství deuteria.

## Měření a stav teorie
Teorie nukleosyntézy poskytuje podrobný matematický popis vzniku lehkých prvků, deuteria, helia-3, helia-4 a lithia-7. Teorie specificky obsahuje kvantitativní předpoklady směsi prvků, tzn. počáteční množství po Velkém třesku.
Pro ověření těchto předpokladů je třeba zjistit počáteční množství těchto prvků tak přesně, jak je to možné. Například pozorováním astronomických objektů, ve kterých se odehrává jen velmi málo nukleosyntéza ve hvězdách (některé trpasličí galaxie) nebo pozorováním objektů velmi daleko, které vidíme ve velmi rané fázi vývoje (vzdálené kvasary).
Podle standardního pohledu BBN závisejí množství všech lehkých prvků na poměru normální hmoty (baryonů) a záření (fotonů). Jelikož se předpokládá, že vesmír byl homogenní, tak tento poměr má jednu unikátní hodnotu. Toto dlouho znamenalo, že pro testování teorie pomocí pozorování bylo třeba položit si otázku: Dají se všechna pozorování lehkých prvků vysvětlit jedinou hodnotou poměru baryonů a fotonů?
Tato otázka se v současnosti změnila. Přesné pozorování záření kosmického mikrovlnného pozadí sondou WMAP nezávisle stanovilo hodnotu tohoto poměru. Takže otázka zní: Shodují se předpoklady BBN při použití této hodnoty s pozorovanými hodnotami?
Současné měření naznačují shodu pro helium-4 a helium-3. Ale pro lithium-7 je rozdíl hodnot podle BBN a WMAP značně rozdílný.

## Nestandardní scénáře
Vedle standardního BBN modelu existuje řada nestandardních scénářů BBN. Často se nesprávně považují za modely nestandardní kosmologie, ale nestandardní scénáře BBN předpokládají, že Velký třesk se stal, ale na ovlivnění množství prvků přidávají další fyziku. Tyto přídavné kousky fyziky zahrnují zvolnění nebo odstranění předpokladu homogenity, ale přidávají nové částice jako například těžká neutrina.